# Штефица Цвек у раљама живота (ТВ серија)
Штефица Цвек у раљама живота је југословенска телевизијска серија снимљена 1984. године у продукцији ТВ Загреб.

## Улоге
| Глумац                   | Улога |
| ------------------------ | ----- |
| Бранка Цвитковић         |       |
| Богдан Диклић            |       |
| Мира Фурлан              |       |
| Кораљка Хрс              |       |
| Миодраг Кривокапић       |       |
| Предраг Мики Манојловић  |       |
| Мустафа Надаревић        |       |
| Радко Полич              | Јанез |
| Горица Поповић           |       |
| Младен Раукар            |       |
| Раде Шербеџија           |       |
| Зијах Соколовић          |       |
| Семка Соколовић Берток   |       |
| Велимир Бата Живојиновић |       |

Комплетна ТВ екипа  ▼
| Редитељ              | Рајко Грлић        |
| Сценариста           | Рајко Грлић        |
| Сценариста           | Дубравка Угрешић   |
| Композитор           | Бранислав Живковић |
| Директор фотографије | Томислав Пинтер    |
| Mонтажер             | Живка Топлак       |
| Сценограф            | Станислав Добрина  |